# Ацетонемия
Кето́з (ацетонеми́я или кетонеми́я — от греч. ацетон и кровь, также ацетонемический синдром) — это метаболическое состояние, при котором большинство энергии организма обеспечивается кетоновыми телами в крови, в отличие от состояния гликолиза, при котором энергию обеспечивает глюкоза в крови, а также специфическая патологическая реакция организма человека, связанная с превышением допустимой концентрации в плазме крови кетоновых тел на фоне расстройства физиологических обменных процессов, в основном пуринового обмена, когда в организме отмечается повышенная концентрация мочевой кислоты. Данное патологическое состояние чаще встречается у детей на фоне вирусной инфекции, погрешностей в диете (жирная пища, концентрированные бульоны и тому подобное, непривычные блюда, переедание), психоэмоционального стресса.

## Этиология
При накоплении в плазме крови человека большого количества кетоновых тел (ацетона и ацетоуксусной кислоты) развивается отравление центральной нервной системы, которое проявляется характерной клинической картиной, а у детей возможно развитие ацетонемического криза. Повторное проявление кризов свидетельствует о наличии у ребёнка ацетонемического синдрома.